# Innocent Awoa
Innocent Félix Awoa Zoa (* 26. Juni 1988 in Yaoundé) ist ein ehemaliger kamerunischer Fußballspieler.

## Karriere

### Über Portugal nach Rumänien
Innocent Awoa wurde am 26. Juni 1988 geboren. Über seine frühe Karriere ist nichts Näheres bekannt; spätestens ab der Saison 2006/07 kam er für den CA Valdevez mit Spielbetrieb in der damals viertklassigen portugiesischen Terceira Divisão zum Einsatz. In der mehrstaffeligen Liga belegte er mit der Mannschaft am Saisonende 2006/07 den ersten Platz in der Terceira Divisão – Série A und stieg damit direkt in die portugiesische Drittklassigkeit auf. Noch in der Sommerpause wechselte er zu der ebenfalls in dieser Liga spielenden  União Desportiva Rio Maior. In der in vier verschiedene Staffeln unterteilten Liga kam Awoa zumindest in zwölf Meisterschaftsspielen zum Einsatz und erzielte dabei ein Tor. Der Verein stieg am Ende der Saison in die Terceira Divisão. Ob der gebürtige Kameruner zu diesem Zeitpunkt noch beim Verein war, kann nicht gesichert bestätigt werden. Laut verschiedenen Quellen wechselte er entweder in der Winterpause 2007/08 oder spätestens im Sommer 2008 nach Rumänien, wo er beim Hauptstadtklub Dinamo Bukarest unter Vertrag genommen wurde. Verschiedenen Berichten zufolge könnte er zuvor auch in der zweiten Mannschaft der Bukarester gespielt haben.
Jedenfalls unterschrieb der kamerunische Juniorennationalspieler im Juli 2008 einen Profivertrag bei Dinamo Bukarest. In Rumänien kam Awoa zu dieser Zeit zumeist als Rechtsverteidiger in der zweiten Mannschaft zum Einsatz, brachte es jedoch zu keinen Ligaeinsätzen für die Profis. In der Liga 1 2008/09 saß er in den ersten vier Saisonspielen unter Trainer Mircea Rednic noch uneingesetzt auf der Ersatzbank, fand danach jedoch keine Berücksichtigung mehr im Ligabetrieb. Noch früh in der Saison kam es zu Unstimmigkeiten hinsichtlich Awoas Geburtsjahr: Während in den Dokumenten des kamerunischen Fußballverbands das Jahr 1984 angegeben war, war in seinem rumänischen Spielerpass das Jahr 1988 vermerkt. Teilweise berichteten rumänische Medien auch vom Geburtsjahr 1990. Im Oktober 2008 gab Awoa im Sechzehntelfinale der Cupa României 2008/09 gegen den FCM Târgu Mureș sein Pflichtspieldebüt für Dinamo, als er in der Startformation stand. Da nicht gänzlich geklärt werden konnte, ob sich Awoa absichtlich jünger gemacht hatte, um den bestmöglichen Vertrag zu bekommen oder ob es sich einfach um einen Fehler handelte, wurde der Kameruner vorsorglich in der zu diesem Zeitpunkt von Emil Ursu trainierten zweiten Mannschaft untergebracht. Für diese brachte er es bis zum Saisonende auf zwölf Ligaeinsätze; Spiele für die Profimannschaft blieben in weiterer Folge aus, woraufhin Awoa wieder nach Afrika zurückkehrte.

### Karrierestationen in Ägypten und dem Irak
Nach einem Jahr ohne Verein war er im Sommer 2010 vom ägyptischen Erstligisten Al-Ittihad Al-Sakndary unter Vertrag genommen worden. Anfangs noch unter Cabralzinho und ab November unter Mohamed Amer eingesetzt, brachte er es mit dem Team in der Egyptian Premier League 2010/11 lediglich auf den vierzehnten Platz der Endtabelle. Dabei war er in 20 Meisterschaftsspielen zum Einsatz gekommen und hatte zudem noch zwei Partien im Ägyptischen Fußballpokal 2010/11 absolviert. Vom Klub aus Alexandria aus wechselte er in der nachfolgenden Saison nach el-Guna zum dort spielenden Erstligisten El Gouna FC. Für diesen kam er während der Spielzeit 2011/12 zu elf Liga- und zwei Cupeinsätzen; die Saison wurde jedoch im Februar 2012 nach den Stadion-Ausschreitungen von Port Said vorzeitig abgebrochen.
Spätestens im September 2012 transferierte Awoa in den Irak und trat dort für den Erstligaklub al-Shorta in Erscheinung. In der Liga konnte sich al-Shorta in der Iraqi Elite League 2012/13 gegen die Konkurrenz durchsetzen und am Ende den Meistertitel fixieren. Dadurch war der Kameruner mit seinem Team für die erste Qualifikationsrunde zur AFC Champions League 2014 spielberechtigt. Im Spiel gegen den al Kuwait SC kam der Rechtsverteidiger Anfang Februar 2014 über die vollen 90 Minuten zum Einsatz, wobei die Iraker mit 0:1 verloren und deshalb frühzeitig aus der Champions-League-Qualifikation ausschieden. In der anschließenden Iraqi Premier League 2013/14, die nach 23 absolvierten Runden vom Irakischen Fußballverband vorzeitig abgebrochen wurde, rangierte er mit dem Verein aus Bagdad abermals auf dem ersten Tabellenplatz, jedoch wurde in dieser Saison kein Meistertitel vergeben und es gab auch keine Absteiger. Zusammen mit dem zu diesem Zeitpunkt Zweitplatzierten, dem Erbil SC, nahm Awoa mit al-Shorta anschließend an der Gruppenphase des AFC Cup 2015 teil. Als Sieger der Gruppe B vor Al-Jazeera aus Jordanien, Taraji Wadi al-Nes aus Palästina und Al-Hidd aus Kuwait kam der Kameruner mit seinem Team bis ins Achtelfinale und schied in diesem mit 0:2 gegen al Kuwait SC aus.
In der Iraqi Premier League 2014/15, die nach einer Ligareform in einem gänzlich abgeänderten Modus stattfand, belegte er mit al-Shorta nach der regulären Spielzeit den ersten Platz in der Gruppe 2 und beendete die nachfolgende Eliterunde auf dem zweiten Platz der dortigen ersten Gruppe. Dadurch nahm er mit der Mannschaft am Spiel um Platz 3 gegen den Zweiten der Gruppe 2 der Eliterunde, den al-Mina'a SC, teil und gewann mit al-Shorta im Elfmeterschießen, wodurch der dritte Tabellenplatz fixiert wurde. Als Drittplatzierter der irakischen Fußballmeisterschaft wäre al-Shorta für die Qualifikation zum AFC Cup 2016 spielberechtigt gewesen, jedoch war der Klub vom Wettbewerbskomitee des Asiatischen Fußballverbands von der Teilnahme ausgeschlossen worden, woraufhin nur der irakische Meister und der Vizemeister am Turnier teilnahmen.

### Rückkehr nach Europa mit Stationen in Frankreich und der Schweiz
In der Winterpause 2015/16 kehrte Awoa wieder nach Europa zurück und unterschrieb dabei beim französischen Fünftligisten FC Challans. In der damaligen Championnat de France Amateur 2 (CFA 2) belegte er mit dem Verein aus Challans in der Endtabelle der Groupe B den 14. und damit letzten Platz, was den Abstieg in die sechstklassige Division d’Honneur bedeutete. In dieser kam der gebürtige Kameruner daraufhin auch in der Spielzeit 2016/17 zum Einsatz und wechselte im Sommer 2017 in die Schweiz zum CS Chênois, der zu dieser Zeit in der 2. Liga interregional (Gruppe 1), der fünfthöchsten Fußballliga des Landes, vertreten war. Als Meister der Gruppe 1 der 2. Liga Inter schaffte er mit Chênois am Saisonende den Aufstieg in die viertklassige 1. Liga. Bis dahin war er in 24 von 26 möglich gewesenen Ligapartien zum Einsatz gekommen. Nach dem Aufstieg in die vierthöchste Spielklasse des Landes kam Awoa in dieser in 17 Meisterschaftsspielen zum Einsatz und verließ zum Saisonende den Verein. Über seinen weiteren Verbleib ist nichts Näheres bekannt; es ist anzunehmen, dass er seine Karriere beendet hat.

## Erfolge
mit dem CA Valdevez
- Meister der Terceira Divisão – Série A und Aufstieg in die Segunda Divisão: 2006/07

mit dem al-Shorta SC
- Meister der Irakischen Fußballmeisterschaft: 2012/13

mit dem CS Chênois
- Meister der 2. Liga interregional – Gruppe 1 und Aufstieg in die 1. Liga: 2017/18